# Gifhorn (huyện)
Gifhorn (phát âm tiếng Đức: [ˈɡɪfhɔʁn]) Huyện Gifthorn là một huyện trong bang Niedersachsen, Đức.

## Các đô thị

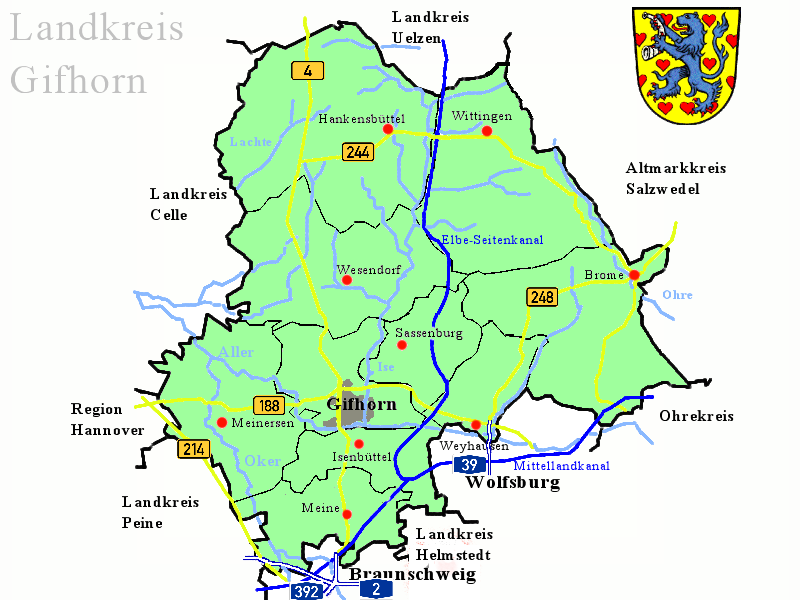
Bản đồ huyện Gifhorn

(số liệu dân số thời điểm 30/6/2005)
Các cộng đồng
1. Gifhorn, Thị, cộng đồng tự trị (42.658)
2. Sassenburg (10.946) [Seat: Westerbeck
3. Wittingen, Thị xã (12.268)

Samtgemeinden với các cộng đồng địa phương
* Thủ phru của chính quyền Samtgemeinde 
| - 1. Boldecker Land (9.802) 1. Barwedel (1.077) 2. Bokensdorf (950) 3. Jembke (1.901) 4. Osloß (1.981) 5. Tappenbeck (1.245) 6. Weyhausen * (2.648) - 2. Brome (15.335) 1. Bergfeld (952) 2. Brome * (3.397) 3. Ehra-Lessien (1.629) 4. Parsau (1.946) 5. Rühen (4.672) 6. Tiddische (1.268) 7. Tülau (1.471) - 3. Hankensbüttel (9.739) 1. Dedelstorf (1.521) 2. Hankensbüttel * (4.525) 3. Obernholz (940) 4. Sprakensehl (1.309) 5. Steinhorst (1.444) - 4. Isenbüttel (15.502) 1. Calberlah (5.236) 2. Isenbüttel * (6.183) 3. Ribbesbüttel (2.133) 4. Wasbüttel (1.950) | - 5. Meinersen (20.944) 1. Hillerse (2.615) 2. Leiferde (4.335) 3. Meinersen * (8.415) 4. Müden (Aller) (5.579) - 6. Papenteich (23.458) 1. Adenbüttel (1.724) 2. Didderse (1.404) 3. Meine * (8.070) 4. Rötgesbüttel (2.280) 5. Schwülper (6.627) 6. Vordorf (3.353) - 7. Wesendorf (14.576) 1. Groß Oesingen (2.029) 2. Schönewörde (983) 3. Ummern (1.593) 4. Wagenhoff (1.150) 5. Wahrenholz (3.839) 6. Wesendorf * (4.982)\|} |